# Kurhan (rejon mołodecki)
Kurhan – dawna osada na Białorusi, w obwodzie mińskim, w rejonie mołodeckim, w sielsowiecie Horodziłowo.

## Historia
W czasach zaborów w gminie Połoczany, w powiecie oszmiańskim, w guberni wileńskiej Imperium Rosyjskiego.
W latach 1921–1945 osada leżała w Polsce, w województwie wileńskim, w powiecie wołożyńskim, a od 1927 w powiecie mołodeckim, w gminie Połoczany.
W 1931 w 2 domach zamieszkiwało 9 osób.
Wierni należeli do parafii rzymskokatolickiej i prawosławnej w Horodziłowie. Miejscowość podlegała pod Sąd Grodzki w Mołodecznie i Okręgowy w Wilnie; właściwy urząd pocztowy mieścił się w Połoczanach.